# Casa de Osambela
La Casa de Osambela o Casa de Oquendo es una edificación construida durante la época virreinal del Perú. Se levanta sobre el antiguo noviciado de los padres dominicos, destruido por el terremoto de 1746, y en parte de la huerta, con frente a la calle de la Veracruz (hoy jirón Conde de Superunda) en el centro histórico de la ciudad de Lima. Es una de las casonas más grandes del centro de Lima y es notable por su amplia fachada y balcones de excelente calidad.

## Historia
El terreno donde se levanta la Casa de Osambela era propiedad del Convento de Santo Domingo y, para cumplir unos pagos y acabar con unas obras de la iglesia que habían quedado inconclusas, fue vendido al armador de buques, banquero y comerciante español Martín de Osambela, Marqués de Osambela y teniente coronel de milicias. El solar comprado por Osambela correspondía a la parte arruinada y casi destruida del noviciado.
En el Archivo Municipal de Lima, Bernardo Moravsky encontró que Osambela tuvo carruaje y calesa. Osambela en 1815 al parecer debió haberse enfermado de gravedad, pues, hizo un primer testamento declarando que no tenía herederos. Pero por un segundo testamento, hecho en 1822, se da a conocer que contrajo matrimonio con Mariana de Ureta y Bermúdez, siendo los hijos de dicho matrimonio: María Mercedes, Mariana, José Valentín, Dolores y Cayetano.
Osambela se casó de edad muy madura y llevaba muchos años de edad a su esposa que era una dama de belleza excepcional. Cuando llegó a Lima el libertador, don José de San Martín, Osambela puso su casa a su disposición para el gran baile que el libertador ofreció a la sociedad limeña, habiéndose alojado en ella después de proclamar la Independencia del Perú. Osambela murió en la Fortaleza del Real Felipe del Callao, donde se refugió con otros en tiempos de José Ramón Rodil y Campillo. 

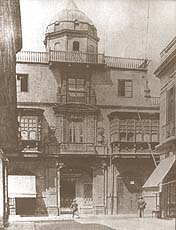
Casa de Osambela a finales del.

A partir de allí, la familia Osambela se vio precisada a alquilar las distintas instalaciones de la casa como locales comerciales y viviendas de cuyos ingresos vivieron la viuda y los hijos. En 1840 se hizo una tasación del inmueble que dio como resultado: Casa baja: 28 620 pesos. Casa alta: 41 364 pesos. La esposa de Osambela tuvo que deshacerse de la propiedad para cancelar unas deudas y así, en 1854 el inmueble pasó a manos de José de la Asunción Oquendo, quien era un hombre de mucha figuración, razón por la cual la gente comenzó a llamar a la casa como la Casa de Oquendo, nombre con la que se conoce en la actualidad.

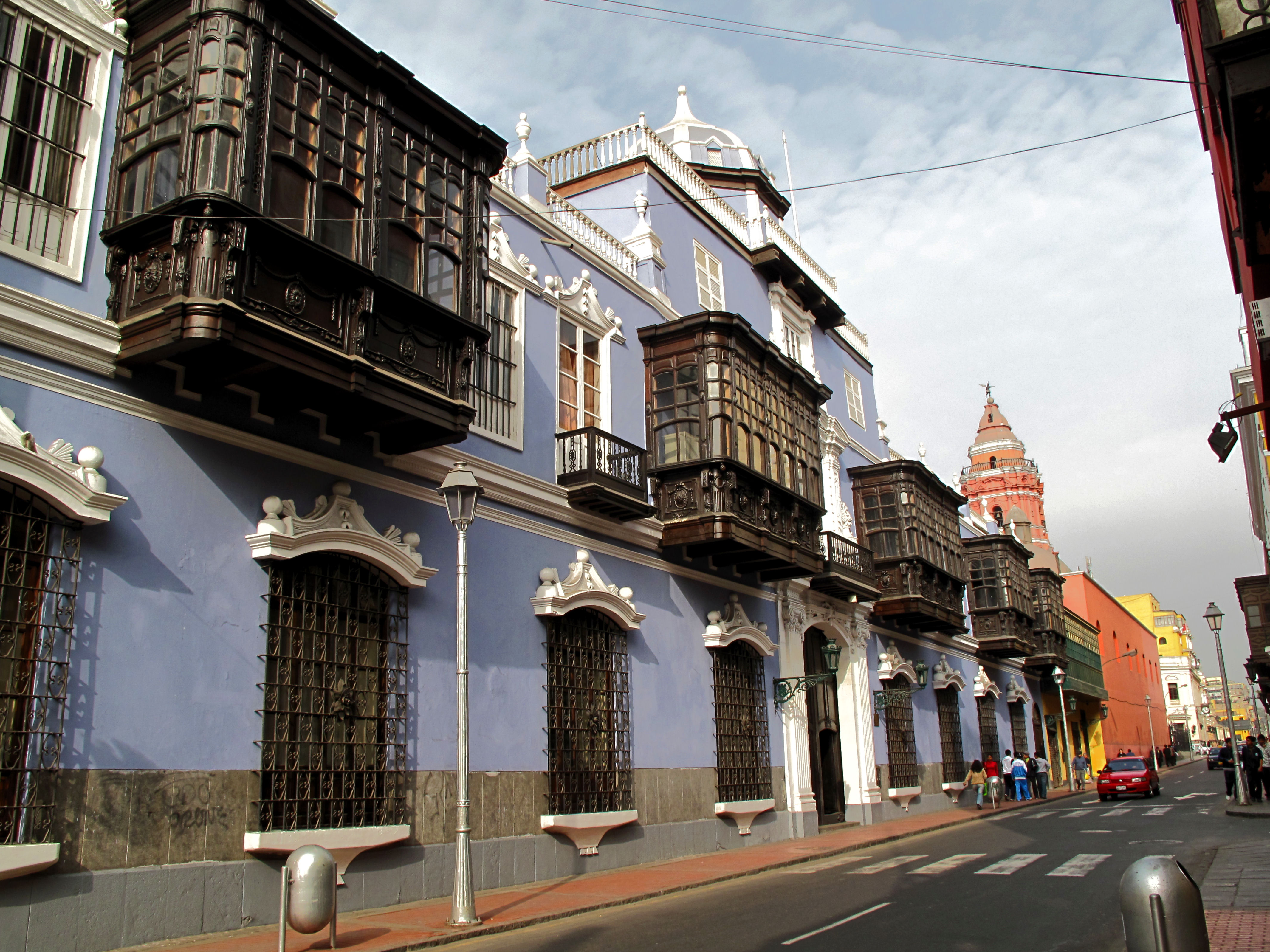

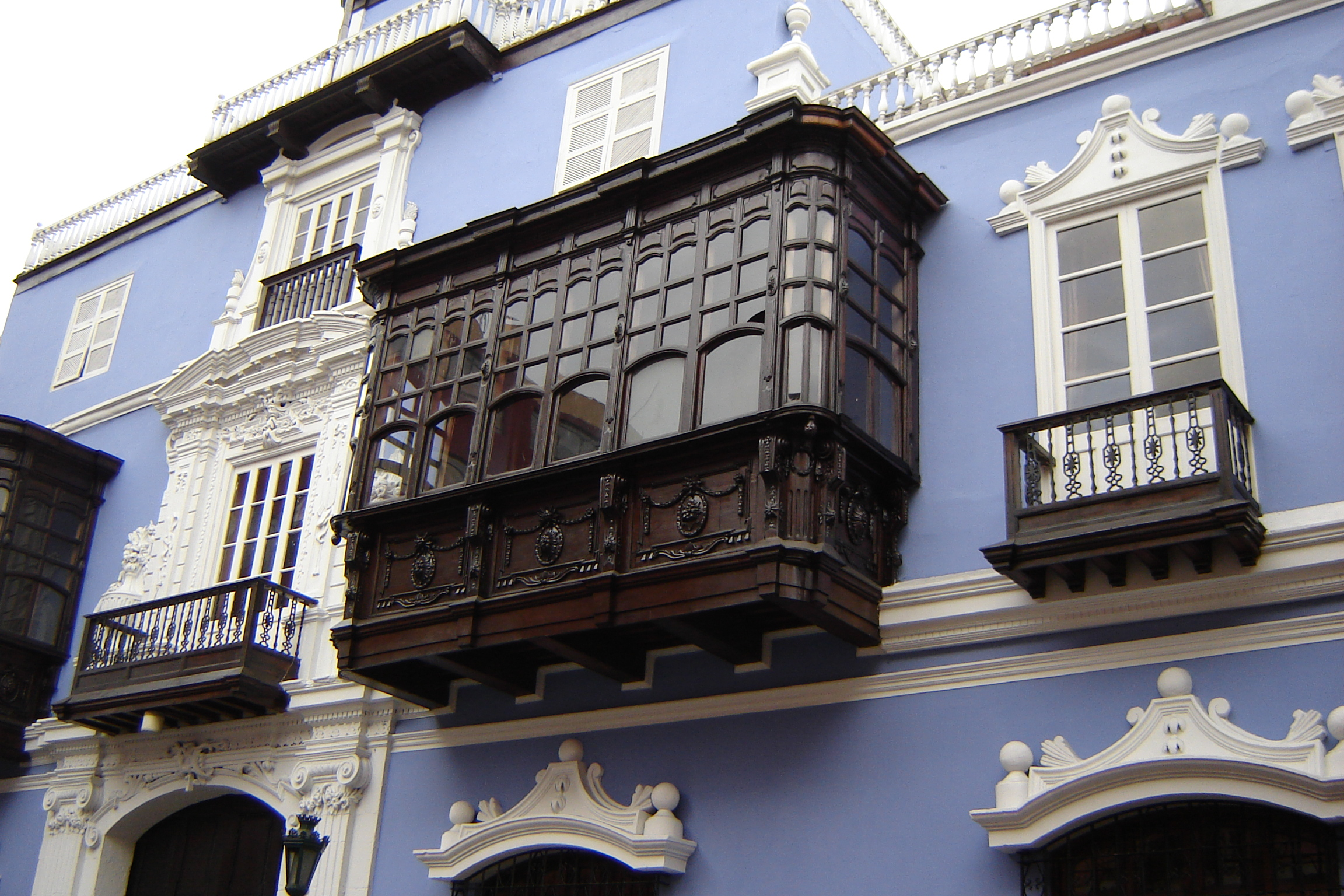
En la fachada de la Casa de Osambela es posible identificar hasta tres tipos diferentes de balcones.

Los Oquendo eran vascos y hubo entre ellos vizcondes y marqueses. María Rebeca de Oquendo, hija de don José de la Asunción Oquendo, fue su última propietaria y a su fallecimiento en 1941 la casa pasó a ser propiedad de la Caja de Ahorros de Lima. Fue declarada Monumento Nacional en 1973. Durante el gobierno de Juan Velasco Alvarado fue sede de la Empresa Nacional de Turismo del Perú, que en esa época era el organismo oficial del turismo en el Perú.
Mediante el Decreto de Ley N.º 22677, publicado en el Diario Oficial El Peruano el 11 de septiembre de 1979, se convirtió en local del Centro Cultural Inca Garcilaso de la Vega donde tuvieron su sede instituciones culturales como el Instituto Peruano de Cultura Hispánica y el Círculo Femenino Hispano-Peruano.
Fue restaurada entre 1982 y 1985 por el arquitecto Niño de Guzmán, respetando su color original que era añil azul. Es sede de eventos culturales, como la Bienal de Fotografía de Lima, y otros relacionados con la vida de la ciudad de Lima. Actualmente es la sede de la Academia Peruana de la Lengua y de la oficina regional en el Perú de la Organización de Estados Iberoamericanos para la Educación, la Ciencia y la Cultura.

## Descripción

### Fachada
La fachada de la Casa de Osambela es de estilo neoclásico, con reminiscencias del rococó. Muestra cinco balcones, de estilo Luis XVI, ornamentados con guirnaldas y acompañados por tres balcones de antepecho. En lo alto tiene un mirador cubierto por una pequeña cúpula de silueta musulmana. Sobre ella el arquitecto Héctor Velarde Bergmann apunta:

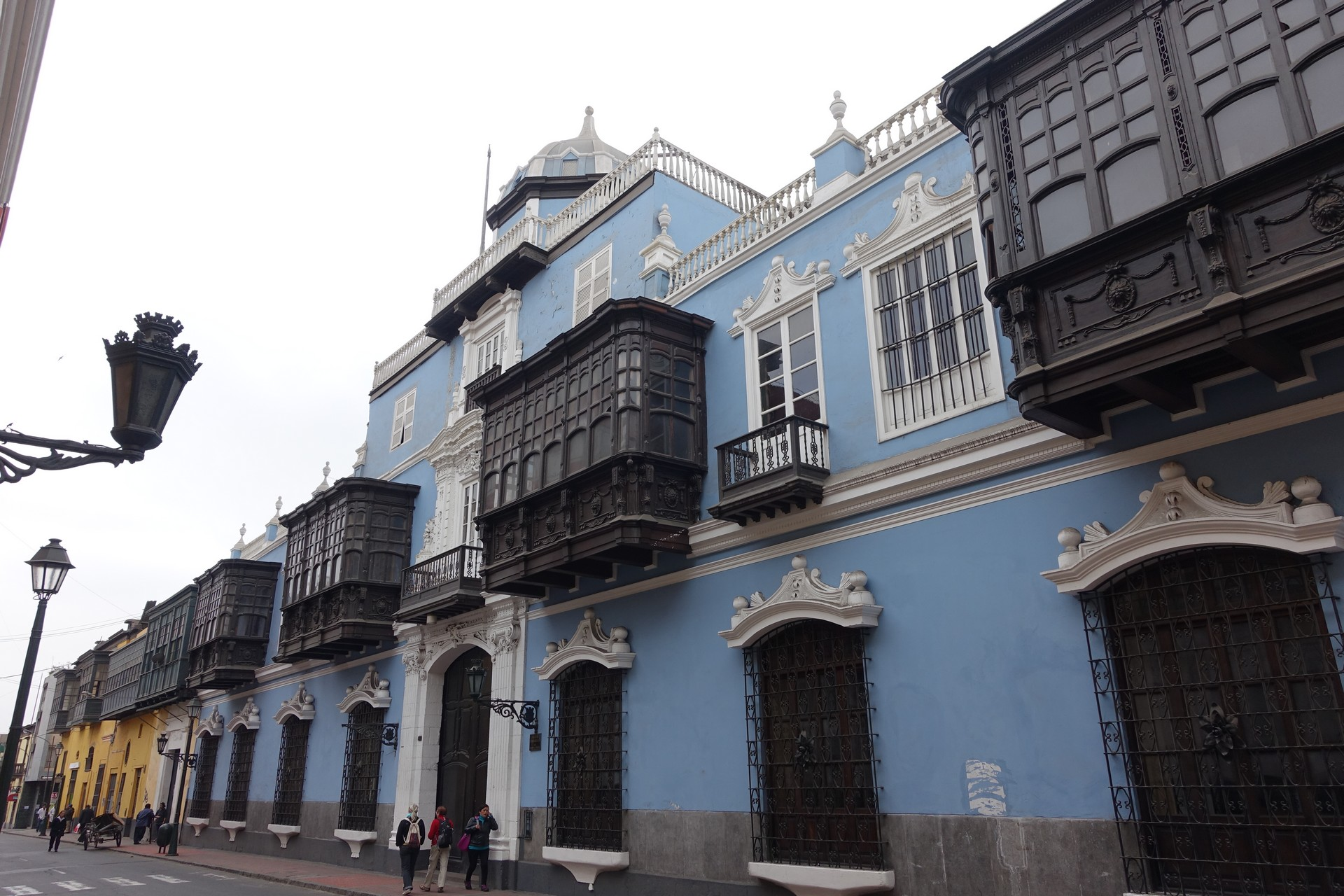
Fachada de la Casa de Osambela, edificio de estilo neoclásico, con reminiscencias del rococó. Vista de sus balcones, de estilo Luis XVI, ornamentados con guirnaldas y acompañados por tres balcones de antepecho, y de los balcones vecinos.

«Aunque la casa fue terminada entre 1803 y 1805 en su aspecto actual, su arquitectura permanece aún perfectamente dieciochesca y luce mucho de las galas de Luis XVI y reminiscencias de Luis XV; portada con pilastras neoclásicas de capiteles jónicos con guirnaldas, típicas del estilo, arco rebajado en segmento de círculo, perillones en forma de copas con flores, superposición central a la entrada de vanos en tres pisos con continuidad plástica vertical y de poco relieve a la manera francesa. Es notable que ese sentido de verticalidad se acentúa aún más por el mirador, tan limeño, que remata y exalta, por contraste y con tanta elocuencia, la amplia y rítmica horizontalidad de la fachada. De ese minarete, cubierto por una pequeña cúpula de silueta musulmana, parece que el primer propietario de la casa, el banquero español Osambela, observaba con largavista la entrada de los galeones al Callao...».

### Interior
Es una edificación colonial tardía con una mezcla de estilos sucesivos, su construcción data de finales del siglo XVIII y principios del XIX. Fue terminada entre 1803 y 1805. Su estilo arquitectónico es una fusión de los que se sucedieron hasta esa época resaltando en la decoración la influencia francesa del rococó. La Casa de Osambela, llama la atención de los estudiosos por dos particularidades que la distinguían del resto de las construcciones limeñas de la época.
En primer lugar, a diferencia de la mayoría de casas virreinales limeñas, las habitaciones de la casa están distribuidas en forma paralela a la calle lo cual hace que su fachada sea lo suficientemente extensa para albergar a cinco balcones de cajón y de estilo Luis XVI. De igual modo la distribución de sus patios era al revés diferenciándose del resto de las construcciones de la época virreinal, que ordenaban sus instalaciones distribuidas «en profundidad» y no en el sentido de la fachada.
Su otra peculiaridad radica en sus cuatro niveles de elevación, en lugar de dos, el cuarto nivel es un mirador de planta octogonal lo que estaba prohibido al momento de su construcción, por precaución antisísmica. El patio principal es notable por su nobleza sobria y la magnífica escalera que lleva al segundo piso. El segundo patio, al que se llega por un pasadizo estrecho, es más pequeño y parece más antiguo tal vez del siglo XVIII.